# سطح الخان القدس
سطح الخان هو عبارة عن مكان اثري قديم يغطي أسواق القدس القديمة، سقفوه المماليك فوق أسواق البلدة القديمة في القدس لوقاية مرتاديها من الشمس والمطر، كما ويمتد سطح الخان على مساحة وقفية كبيرة تتوزع ملكيتها بين أوقاف إسلامية وأملاك خاصة لعائلات مقدسية، وأوقاف تابعة للكنيسة اللوثرية الألمانية.